# The Core – Der innere Kern
The Core – Der innere Kern (Originaltitel: The Core) ist ein US-amerikanischer Science-Fiction-Film aus dem Jahr 2003. Der Film ist vage an den Roman Unternehmen Core des US-amerikanischen Science-Fiction-Autors Paul Preuss angelehnt und kopiert sowie variiert den Stil bekannter Jules-Verne-Erzählungen. Der Film startete am 3. April 2003 in den deutschen Kinos.

## Handlung
Es geschehen einige merkwürdige, scheinbar zusammenhanglose Vorfälle: Menschen in Boston brechen ohne ersichtlichen Grund tot zusammen, Taubenschwärme in London spielen plötzlich verrückt, und das Space Shuttle „Endeavour“ kommt beim Landeanflug vom Kurs ab und kann von der Crew nur mit Mühe im Kanalbett des Los Angeles River notgelandet werden.
Die Regierung beauftragt General Purcell, den Ursachen auf den Grund zu gehen, und zieht hierzu zwei miteinander befreundete Wissenschaftler zu Rate: den Geophysiker Keyes sowie den französischen Hochenergiewaffen-Experten Leveque. Gemeinsam mit der Koryphäe Dr. Conrad Zimsky kommt das Duo dem Grund auf die Spur: Der Kern der Erde hat auf unerklärliche Weise aufgehört, sich zu drehen, deshalb löst sich das Magnetfeld des Planeten langsam auf. Als Folge davon wird die Sonnenstrahlung, die durch die ionisierten Schichten der Atmosphäre bisher weitgehend gefiltert wurde, im Laufe eines Jahres so stark zunehmen, dass alles Leben auf der Erde verbrennen wird. Purcell ordnet daher eine Rettungsoperation an. Zimsky kontaktiert seinen ehemaligen Partner Ed Brazzelton, der zwei revolutionäre Erfindungen gemacht hat: einen hochwirksamen Laser-Ultraschall-Bohrer sowie das Material Unobtainium, welches extremen Kräften und hohen Temperaturen widersteht. Von der US-Regierung finanziert und unter Führung von Brazzelton beginnt das Wissenschaftlerteam, mit seinen gesamten Ressourcen ein Bohrfahrzeug zu konstruieren, das sie Virgil taufen. Mit den Endeavour-Astronauten Iverson und Childs als Virgils Piloten soll das Team in die Tiefe vordringen und den Erdkern mittels mehrerer Atomsprengköpfe wieder zum Rotieren bringen. Um eine weltweite Panik zu verhindern, soll der gewiefte Hacker „Rat“ (deutsch: Ratte) die Operation verschleiern und jegliche Hinweise aus den weltweiten Datennetzen löschen.
Die Reise für die Terranauten ist voller Gefahren. In einer gigantischen unterirdischen Geode aus riesigen Amethysten erleidet Virgil beinahe Schiffbruch. Als die Crew aussteigt, um das Schiff wieder flott zu machen, stirbt Commander Iverson durch einen herabfallenden Kristall. Auf der Weiterfahrt wird die Außenhülle des Schiffs in einer Diamantschicht beschädigt. Das hintere Modul, in dem sich Leveque befindet, muss aufgegeben werden und wird durch den enormen Druck zerquetscht.
Schließlich erreichen lediglich Keyes, Childs, Brazzelton und Zimsky den Erdkern. Als sie durch neue Berechnungen herausfinden, dass die Sprengkraft der mitgeführten Atombomben doch nicht ausreicht, geht Zimsky zu Plan B über. Er hat eine geheime Übereinkunft mit Purcell über ein Projekt namens DESTINI (Deep Earth Seismic Trigger INItiative). Dabei handelt es sich um eine seismische Waffe, die gegen feindliche Länder eingesetzt werden sollte. Es stellt sich heraus, dass die Tests mit DESTINI der wahre Grund sind, warum der Erdkern aufgehört hat, sich zu drehen. Zimsky und Purcell wollen angesichts der fehlgeschlagenen Mission nun den Erdkern mittels DESTINI wieder starten. Keyes, der darin ein zu hohes Risiko mit wenig Aussicht auf Erfolg sieht, möchte ihre Mission nicht aufgeben und kontaktiert Rat, der es im letzten Moment schafft, DESTINIs Energiezufuhr lahmzulegen.
Dies gibt Keyes und Zimsky die Zeit, einen alternativen Plan zu entwickeln. Sie möchten die einzelnen Bomben um den inneren Erdkern herum platzieren und dann zeitgesteuert nacheinander zünden, so dass die Schockwellen sich gegenseitig verstärken und schließlich doch ausreichen, um den Kern in Gang zu bringen. Jede Bombe soll in einem Modul von Virgil abgeworfen werden. Dies ist jedoch nur möglich, indem ein Besatzungsmitglied durch die Turbine in den hinteren Teil des Schiffs klettert und eine dort angebrachte Verriegelung löst, was aber bedeutet, dass diese Person es nicht mehr in die sichere Kapsel zurück schaffen wird und somit der Auftrag ein Himmelfahrtskommando ist. Brazzelton opfert sich, da Virgil sein Lebenswerk ist.
Schließlich bewegen sich die verbliebenen drei Besatzungsmitglieder mit rasender Geschwindigkeit im flüssigen äußeren Erdkern um den inneren Kern und koppeln nacheinander die einzelnen Module von Virgil mit je einer zeitgesteuerten Bombe ab. Kurz bevor das vorletzte Modul abgeworfen werden soll, stellt Zimsky fest, dass die Sprengkraft doch nicht ausreichen wird und der Plan zu scheitern droht. Durch ein plötzliches Ausweichmanöver der Pilotin Childs wird Zimsky von der Bombe eingeklemmt und muss im abgetrennten Modul verbleiben. Im letzten Moment kann er Keyes noch den Tipp geben, das Plutonium aus dem Antrieb von Virgil zur Verstärkung der letzten Bombe zu nutzen.
Keyes entfernt den Plutoniumkern aus Virgil, platziert ihn neben der verbleibenden Bombe im letzten Modul und trennt es ab. Der Reihe nach detonieren die Bomben wie geplant. Der Erdkern setzt sich in Bewegung, das Erdmagnetfeld baut sich wieder auf und die weltweite Bedrohung wird dadurch abgewendet. Die Druckwelle und das heiße Magma schleudern das Kommandomodul von Virgil mit Keyes und Childs durch die Erdschichten nach oben, wo es schließlich energie- und damit antriebslos auf dem Meeresgrund liegenbleibt. Mit der allerletzten Energie können die beiden verbliebenen Terranauten ein Signal absetzen und werden schließlich durch die US Navy geborgen.
Alle Beteiligten werden zum Stillschweigen über die Mission und das DESTINI-Projekt verpflichtet. Um die Menschheit doch noch über das Projekt DESTINI, die Rettungsoperation und die bislang unbekannten Helden, welche für die Rettung der Erde ihr Leben gelassen haben, zu informieren, hackt sich Rat später anonym in einem Internetcafé in das Internet und verteilt so die Informationen an alle Nachrichtenredaktionen in der Welt.

## Hintergrund

### Physikalische Aspekte des Films
The Core vereinfacht und verfälscht zahlreiche Naturgesetze. Auf der Seite „Insultingly Stupid Movie Physics“ (‚Beleidigend dumme Filmphysik‘), die die physikalische Richtigkeit von Kinofilmen untersucht, belegt The Core den Ehrenplatz als „schlechtester Physik-Film aller Zeiten“.

### Abweichungen von der Romanvorlage
- Die Auswirkungen des zusammenbrechenden Erdmagnetfelds beschränken sich im Roman auf Telekommunikation und Menschen, die auf über 2000 Höhenmetern leben.
- Im Roman wird eine mit dem fiktiven, auf Beryllium basierenden Material Hudderit ausgekleidete Röhre in Richtung Erdkern gebohrt, um durch diese einen atomaren Sprengsatz an einem Hudderitseil herunterzulassen.
- Statt des geheimen Regierungsprojektes sind es im Roman islamistische Terroristen, die mit Hilfe einer Schrägbohrung mittels Atombomben Erdbeben unter israelischen Städten verursachen wollen.

### Sonstiges
- Regisseur Jon Amiel erzählt im Audiokommentar der DVD, dass der Trick, den Rat bei Dr. Keyes’ Handy anwendet, wodurch Keyes gratis Ferngespräche auf seinem Handy bekommt, tatsächlich möglich sei (siehe Phreaking).
- Als Anfang 2003 die baldige Premiere von The Core in Trailern in den Kinos angekündigt wurde, waren darin u. a. Szenen der Notlandung der Endeavour zu sehen. Als zur gleichen Zeit die Raumfähre Columbia verunglückte, rief man die Trailer zurück und überarbeitete diese. Für den Film beließ man allerdings die Endeavour-Landung.
- Bei dem Kanal, in dem das Shuttle landet, handelt es sich um Flutkanäle sowie das betonierte Flussbett des Los Angeles River. Dieses tauchte in der Vergangenheit in zahlreichen Episoden amerikanischer Fernsehserien und etlichen Actionfilmen auf, speziell in Terminator 2, Das fliegende Auge und Nur noch 60 Sekunden.
- Virgil, der Name des Bohrfahrzeugs, ist an den Dichter Vergil angelehnt, der den Reisenden in der Göttlichen Komödie durch die Reiche im Inneren der Erde führt.
- Rat verhindert die Initiierung von DESTINI (Alaska, möglicherweise Gakona), indem er die benötigte Energie in das ca. 6.500 km entfernte Coney Island in New York umleitet. Dies ist technisch aber nicht möglich, da Alaska nicht an das amerikanische Kontinental-Stromnetz angeschlossen ist.
- In derselben Szene versucht Rat sich Zugang zur Internetseite des US-amerikanischen Energieministeriums zu verschaffen. Dies misslingt aber zuerst mit der Fehlermeldung „404 – Access Denied“ (Zugang verweigert). Die Fehlernummer „404“ bedeutet aber tatsächlich „Seite nicht gefunden“, die Fehlernummer einer Zugriffsverweigerung lautet 403.
- Im Film gibt es einen Verweis auf die Fernsehserie Xena – Die Kriegerprinzessin, als Rat als Bedingung seines Mitwirkens Junkfood und Xena-Videos verlangt. Tatsächlich machten die Video-Wünsche von Rat während des Drehs einige Veränderungen durch. Zunächst bestellte er Star-Trek-Folgen, später änderte man dies in SpongeBob und schließlich in Xena.
- Gegen Ende der Szene mit den irregeleiteten Tauben kracht statt einer Taube eine Forelle an ein Schaufenster. Dies ist ein Witz der Tricktechniker, die die Filmeffekte kreiert haben.
- Im Film werden einige Sehenswürdigkeiten Roms sowie die Golden Gate Bridge zerstört.
- In der Zeichentrick-Serie South Park wird die Handlung von The Core in der Folge Stirb, Hippie, stirb! (Folge 127) parodiert. Es wird ein fahrbarer Bohrer gebaut, der eine Ansammlung feiernder Hippies durchbrechen soll. Der Chef der Unternehmung, Cartman, möchte in seinem Team unbedingt einen „Schwarzen, der sich opfert, falls etwas schiefgeht“. Dies ist neben dem Bohrer eine weitere direkte Anspielung auf den Film, da der sich opfernde Brazzelton Afroamerikaner ist.
- In Deutschland lief die Free-TV-Premiere am 15. Januar 2006 auf ProSieben. Diese verfolgten insgesamt 4,88 Millionen Zuschauer bei 13,7 Prozent Marktanteil, in der Gruppe der 14- bis 49-Jährigen waren es 3,82 Millionen bei 23,9 Prozent Marktanteil.[4]

## Kritiken
„Fantastischer Katastrophenfilm, der sich durch ein sorgfältig strukturiertes Drehbuch sowie solide Regie- und Darstellerleistungen erfolgreich bemüht, die innere Logik und die Ernsthaftigkeit des Sujet zu wahren.“

„Nach dem Startschuss des Raketenwurms verkommt das aberwitzige Unternehmen zum langweiligen Videospiel, das trotz digitalen Diamantenhagels nie echtes Kinoformat erreicht.“

„Wenn sich der Kinobesucher auf diese fantastische Reise einlässt, wird er sich keine Millisekunde daran stören, den Naturwissenschaften eine lange Nase zu drehen. Die Darsteller dieses utopischen Katastrophenfilms tun ein Übriges, die Reise zum inneren Kern glaubwürdig rüberzubringen. Da wird selbst ein Spaziergang durch 4400 °C heißes Magma zur ernsthaften Angelegenheit.“

„Die Geschichte ist an vielen Stellen hanebüchen, die Optik bescheiden, auch beim Ablauf des Abenteuers sollte man die Erwartungen ganz weit nach unten schrauben. Wer das kann, findet hier einen Katastrophenfilm, der zwischen grotesk und langweilig schwankt.“

Die Deutsche Film- und Medienbewertung FBW in Wiesbaden verlieh dem Film das Prädikat „wertvoll“.